# Bressler, Pennsylvania
Bressler, Pennsylvania (енгл. Bressler) насељено је место без административног статуса у америчкој савезној држави Пенсилванија.

## Демографија
По попису из 2010. године број становника је 1.437.
| Група             | 2000.    | 2010.       |
| Белци             | 0 (0,0%) | 990 (68,9%) |
| Афроамериканци    | 0 (0,0%) | 257 (17,9%) |
| Азијати           | 0 (0,0%) | 7 (0,5%)    |
| Хиспаноамериканци | 0 (0,0%) | 148 (10,3%) |
| Укупно            | 0        | 1.437       |